# Hydroksylizyna
Hydroksylizyna (Hyl) – organiczny związek chemiczny, jeden z aminokwasów, hydroksylowa pochodna lizyny, występująca jedynie w białkach tworzących tkankę łączną.